# Uganda ai Giochi della XVII Olimpiade
L'Uganda partecipò ai Giochi della XVII Olimpiade che si sono svolti a Roma dal 25 agosto all'11 settembre 1960, con una delegazione di 10 atleti impegnati in due discipline: atletica leggera e pugilato.
Fu la seconda partecipazione di questo paese ai Giochi olimpici. Non furono conquistate medaglie.